# Guillaume Sabatier (banquier)
Guillaume Sabatier, né le 7 septembre 1730 à Montpellier et mort le 28 août 1808 à Châteaufort, est un banquier, négociant et armateur français.

## Carrière
Guillaume Sabatier est l'héritier de la plus vieille banque du Languedoc, la Maison Sabatier, établissement de négoce et de transactions d'origine protestante. 
Entre 1770 et 1793, il cumule plusieurs activités : la banque, le commerce colonial (textile, épices, fourrures), les fournitures militaires, la ferme du Languedoc. Il est aussi l'un des directeurs de la Compagnie des Indes.
En octobre 1793, le gouvernement montagnard décide de confisquer les biens de la Compagnie des Indes et l'arrestation de ses dirigeants. Cousin de Cambacérès, alors président du corps législatif, Sabatier échappe de peu à la guillotine en se faisant interner comme malade mental à la maison de santé de Jacques Belhomme. Libéré après le 9 Thermidor, il tente avec deux autres directeurs, Mallet aîné et Louis-Victor Moreau, d'obtenir la restitution des biens saisis. Ne récupérant que trois navires, les actionnaires décident la liquidation de la Compagnie en juillet 1795.
Durant cette période, il eut pour assistant Médard Desprez, le fils de son ami Pierre Desprez, également directeur de la Compagnie.
En 1796, toujours sous l'impulsion de Cambacérès, il participe au rachat de la Compagnie des mines d'Anzin, associé à un groupe de financiers dont Claude Perier.
Il devient aussi le principal associé de la banque Doyen et Cie dont il rachète une partie des créances. 
En 1800, il devient l'un des actionnaires fondateurs de la Banque de France et obtient un siège de censeur au conseil dont il démissionnera en 1803, pour raisons de santé. Il est remplacé par Jean-Henry Martin dit Martin de Puech.
Il laisse sa fortune à son épouse et à son fils naturel.